# Leptocneria
Genre
Leptocneria est un genre de lépidoptères (papillons) de la famille des Erebidae et de la sous-famille des Lymantriinae.

## Liste des espèces
Selon FUNET Tree of Life (21 mai 2020) :
- Leptocneria reducta (Walker, 1855)
- Leptocneria binotata Butler, 1886